# Distrito de Niepos
El Distrito de Niepos es uno de los trece distritos de la provincia de San Miguel, ubicada en el departamento de Cajamarca, bajo la administración del Gobierno regional de Cajamarca, en el Perú. 
Desde el punto de vista jerárquico de la Iglesia católica forma parte de la Diócesis de Cajamarca, sufragánea de la Arquidiócesis de Trujillo.

## Historia
El distrito fue creado en los primeros años de la República.

## Geografía
Tiene una superficie de 158,88 km².
Conocida como la ¨SUCURSAL DEL CIELO¨ por su ubicación geográfica, su variedad de flora y fauna y su paradisíacos paisajes.

## División administrativa

### Centros poblados
Tiene tres Centros Poblados Menores 
CP LANCHEZ
CP MIRAVALLES
CP EL NARANJO
- Urbanos
  - Niepos, con 638 hab.
- Rurales
- El Palmo con 105 hab
  - Callualoma, con 214 hab.
  - El Naranjo, con 237 hab.
  - Lanchez, con 385 hab.
  - Villa Bebedero, con 198 hab.
  - Bebedero , con 220 hab.
  - Tucaquis, con 145 habitantes
  - Tunazán
  - Membrillar
  - El alto 124 habitantes
  - La Pampa
  - La Tienda
  - Vista Alegre
  - El Batán
  - La Alfalfilla
  - La Comunidad
  - La Toma - Niepos, Cajamarca. Perú. 2000 años a. C.
  - Uscundul - Niepos, Cajamarca. Perú. 2000 años a. C.
  - Miravalles - Niepos, Cajamarca. Perú. 3500 años a. C.

## Capital
Su capital es el pueblo de Niepos, ubicada a 2 451 m s. n. m.

## Autoridades
ALCALDE DISTRITAL
- Sr. WALTER AGUILAR RIOS

Gestión 2023 - 2026

### Policiales
- Comisario: SOB PNP HENRY RONALD BENAVIDES CAMPOS.

### Religiosas
- Diócesis de Cajamarca[2]
  - Obispo: Mons. José Carmelo Martínez Lázaro, OAR.

## Festividades
- Marzo: San Juan de Dios
- Julio: Santiago de la Palma.
- Noviembre: Todos los Santos.